# Лугар, Ричард
Ричард Лугар (Дик Лугар; англ. Richard Lugar; 4 апреля 1932, Индианаполис — 28 апреля 2019) — американский политик, сенатор США от штата Индиана (с 1976), член республиканской партии. С 1985 года по 1987 год и с 2003 года по 2007 год был председателем сенатского комитета по международным отношениям.
В России он больше всего известен как соавтор программы Нанна — Лугара по оказанию России помощи в деле уничтожения оружия массового поражения.

## Награды
- Президентская медаль Свободы (2013 год).
- Кавалер Большого креста ордена Лакандула (Филиппины).
- Орден «Достык» I степени (Казахстан, 15 августа 2003 года) — за значительный вклад в обеспечение международной безопасности и развитие казахстанско-американского сотрудничества по нераспространению оружия массового поражения[7].
- Великий офицер ордена Трёх звёзд (Латвия, 12 октября 2005 года)[8].
- Орден князя Ярослава Мудрого V степени (Украина, 19 августа 2006 года) — за весомый личный вклад в развитие международного сотрудничества, укрепление авторитета и положительного имиджа Украины в мире, популяризацию её исторических и современных достижений[9].
- Орден Свободы (Украина, 22 августа 2016 года) — за весомый личный вклад в укрепление международного авторитета Украинского государства, популяризацию её исторического наследия и современных достижений и по случаю 25-й годовщины независимости Украины[10].